# Adam Bahdaj
Adam Bahdaj (2. ledna 1918, Zakopané – 7. května 1985, Varšava) byl polský spisovatel (především knih pro děti a mládež) a překladatel z maďarštiny. Pod pseudonymem Dominik Damian psal populární detektivní romány.

## Život
Bahdaj vystudoval práva na Jagellonské univerzitě v Krakově a na Vysoké škole ekonomické ve Varšavě. Druhou světovou válku prožil v Maďarsku jako polský aktivista. Pracoval pro krajanský spolek v Budapešti, publikoval v časopise polské emigrace Wieści z Polski a spolupracoval s vydavatelstvím Biblioteka Polska.
Roku 1942 debutoval pod pseudonymem Jan Kot sbírku básní Iskry spod młota (Jiskry z kladiva) a novelu Z pamiętnika samotnika (Ze zápisků samotáře). Roku 1943 pak vyšly jeho překlady maďarských lidových písní Seklerskie ballady ludowe (Sikulské lidové balady) a povídka Karty z pamiętnika misantropa (Listy z deníku misantropa)
V letech 1945–1950 působil jako novinář v Krakově a ve Varšavě, od roku 1950 se věnoval literatuře. Je autorem několika desítek knih pro děti a mládež se sportovní, dobrodružnou a detektivní tematikou, které zejména z počátku spojoval s problémy protifašistického odboje. Pro nejmenší čtenáře psal krátké prózy plné humoru a obdivu k přírodě.
Roku 1974 mu byl udělen polský Zlatý Záslužný kříž (Złoty Krzyż Zasługi) a roku 1984 byl zapsán na Čestnou listinu Mezinárodního sdružení pro dětskou knihu IBBY (International Board on Books for Young People).

## Dílo

### Díla pro mládež a pro dospělé čtenáře
- Iskry spod młota (1942, Jiskry z kladiva), sbírka básní vydaná pod pseudonymem Jan Kot.
- Z pamiętnika samotnika (1942, Ze zápisků samotáře), novela.
- Karty z pamiętnika misantropa (1943, Listy z deníku misantropa), povídka.
- Ich pierwszy start (1951, Jejich první start),
- Mały ratownik (1953, Malý zachránce),
- Przygody Wojtka (1953, Vojtkovo dobrodružství),
- Na śnieżnej trasie (1953, Na sněžné trase),
- Po burzy świeci słońce (1954, Po bouři vyjde slunce),
- Od startu do mety (1954, Od startu k cíli), román se sportovní tematikou.
- Narciarski ślad (1954, Lyžařská stopa),
- Droga przez góry (1956, Cesta přes hory),
- Do przerwy 0:1 (1957, Do poločasu 0:1), román se sportovní tematikou z poválečné Varšavy.
- O siódmej w Budapeszcie (1958, V sedm v Budapešti), román s válečnou tematikou.
- Wakacje z duchami (1961), Prázdniny s duchy), pokračování románu Do poločasu 0:1.
- Uwaga! Czarny parasol! (1963), Bacha, černý paraple!), detektivní román pro mládež.
- Podróż za jeden uśmiech (1964, Cesta za jeden úsměv),
- Piraci z Wysp Śpiewających (1965, Piráti ze Zpívajících ostrovů),
- Smak życia (1965, Chuť života),
- Kapelusz za sto tysięcy (1966, Klobouk za půl miliónu), detektivní ronán por mládež.
- Stawiam na Tolka Banana (1966), Sázka na Tolka Banana), román se společensko-mravní tematikou.
- W stronę Kansas City (1969, Směr Kansas City), western.
- Czarne sombrero (1970, Černé sombrero), westernový příběh o střetnutí indiánského kmene Čejenů s americkými kolonisty.
- Maski i twarze (1970, Masky a tváře), psychologický sociální román.
- Trzecia granica (1973-1974, Třetí hranice), vzpomínky z mládí.
- Telemach w dżinsach (1979, Telemach v džínách),
- Gdzie twój dom, Telemachu? (1982, Kde bydlíš, Telemachu?), právě za tuto knihu byl Bahdaj zapsán na Čestnou listinu Mezinárodního sdružení pro dětskou knihu IBBY.[3]
- Dan Drewer i Indianie (1985, Dan Drewer a Indiáni)), western.
- Tańczący słoń (1987, Tančící slon).

### Pro začínající čtenáře
- Festyn w Bławatkowie (1958, Hody v Bławatkowie),
- Przygody srebrnej piłki (1958, Příhody stříbrného míče),
- Wąsik (1964, Knírek),
- Wielki wyścig (1967, Velký závod),
- Pilot i ja (1967, Pilot a já),
- Mały pingwin Pik-Pok (1969, Malý tuč%nák Pik-Pok),
- O piracie Rum-Barbari (1971, O,pirátovi Rum-Barbari),
- O małej spince i dużym pstrągu (1971, O malé sponce a velkém pstruhovi),
- Podróż w nieznane (1972, Cesta do neznáma),
- Pan Piramido z trzynastego piętra (1973, Pan Pyramido ze třináctého poschodí).

### Jako Dominik Damian
- Nieznajomy z baru Calypso (1959, Neznámý z baru Kalypsó), detektivní román.
- Drugie dno (1963, Druhé dno), detektivní román.
- Portret z paragrafem (1964, Portrét s paragrafem), detektivní román.
- Ruda modelka (1959, Zrzavá manekýnka), detektivní román o smrti manekýnky v polských lázních.

### Překlady
- Seklerskie ballady ludowe (1943, Sikulské lidové balady), maďarské lidové písně.

## Filmové adaptace
- Do przerwy 0:1 (1969, Do poločasu 0:1), polský televizní seriál, režie Stanislaw Jedryka,
- Paragon, gola! (1970, Kluci, gól!), polská filmová verze seriálu Do poločasu 0:1, režie Stanislaw Jedryka.
- Wakacje z duchami (1970, Prázdniny s duchy), polský televizní seriál, režie Stanislaw Jedryka.
- Podróż za jeden uśmiech (1972, Cesta za jeden úsměv), polský televizní seriál i film, režie Stanislaw Jedryka.
- Stawiam na Tolka Banana (1973), Sázka na Tolka Banana), polský televizní seriál, režie Stanislaw Jedryka.
- Trzecia granica (1975, Třetí hranice), polský televizní hranice, režie Wojciech Solarz.
- W piątą stronę świata (1992, Na páté straně světa), polský televizní seriál podle autorových knih Telemach v džínách a Kde bydlíš, Telemachu?, režie Julian Dziedzina.

## Česká vydání
- Zrzavá manekýnka, Mladá fronta, Praha 1962, přeložila Helena Teigová.
- Bacha, černý paraple!, SNDK, Praha 1966, přeložil Jaroslav Simonides.
- Klobouk za půl miliónu, Albatros, Praha 1969, přeložil Jaroslav Simonides.
- Neznámý z baru Kalypsó, Práce, Praha 1969, přeložil Miroslav Váša.
- Černé sombrero, Lidové nakladatelství, Praha 1975, přeložila Helna Stachová.
- Cesta do neznáma, Albatros, Praha 1975, přeložila Anetta Balajková.
- Do poločasu 0:1, Albatros, Praha 1977, přeložil Oldřich Syrovátka.